# Kropak (Bantaran)
Kropak is een bestuurslaag in het regentschap Probolinggo van de provincie Oost-Java, Indonesië. Kropak telt 4011 inwoners (volkstelling 2010).